# Нектарий (Селалмадзидис)
Архиепи́скоп Некта́рий (греч. Ἀρχιεπίσκοπος Νεκτάριος, в миру Констанди́нос Селалмадзи́дис, греч. Κωνσταντίνος Σελαλματζίδης; род. 1962, Драма) — епископ Иерусалимской православной церкви, архиепископ Анфидонский. Представитель Иерусалимского Патраирхата в Стамбуле.

## Биография
Обучался в четырёклассном церковном лицее в Ксанти, затем поступил в Педагогическую академию на Родосе, после чего изучал богословие на богословском факультете Университета Аристотеля в Салониках.
В 1983 году пострижен в монашество и рукоположён в сан диакона. В 1985 году рукоположён в сан иеромонаха с возведением в сан архимандрита.
Служил в греческой обучающей группе в Аргентине и Бразилии, где в течение 11 лет преподавал государственных университетах: в Аргентине дисциплину «Этимология испанского языка», в Бразилии — «Использование греческой мифологии в современной психиатрии».
В 2001 году прибыл в Иерусалим. Служил преподавателем Патриаршей школы в Иерусалиме, настоятелем Монастыря Святого Стефана. При этом был членом Совета Эллинизма за рубежом и координатором комитета по вопросам образования в Южной Америке.
В 2003 году был назначен Патриаршим экзархом (представителем) в Константинополь, где восстановил Подворье Пресвятого Гроба Господня, отстроив заново восьмидесятилетнее здание.
4 марта 2013 года решением Священного Синода был избран архиепископом Анфидонским.
11 марта того же года в Патриаршем Храме Святого Георгия на Фанаре в Стамбуле состоялась его епископская хиротония с возведением в сан архиепископа Анфидонского, которую совершили: Патриарх Константинопольский Варфоломей, митрополит Никейский Константин (Харисиадис), митрополит Капитолиадский Исихий (Кондояннис), митрополит Принкипонисский Иаков (Софрониадис), митрополит Деркийский Апостол (Даниилидис), митрополит Драмский Павел (Апостолидис) и митрополит Прусский Елпидифор (Ламбриниадис).
Принял участие в прошедшей 21 — 28 января 2016 года Собрании Предстоятелей Поместных Православных Церквей в Шамбези.
5 декабря 2019 года решением Священного Синода назначен членом председателем Комитета по диалогу Православной и Римско-Католической Церквей от Иерусалимской православной церкви.